# آلیستر بلک
آلیستر بلک (انگلیسی: Malakai Black؛ زادهٔ ۱۹ مهٔ ۱۹۸۵) کشتی‌گیر کشتی حرفه‌ای، و کشتی‌گیر اهل پادشاهی هلند است.